# Сида, Ёрико
Ёрико Сида (яп. 志田 順子; род. 28 июля 1935) — японская легкоатлетка, специалистка по метанию копья. Выступала за сборную Японии по лёгкой атлетике во второй половине 1950-х годов, победительница Азиатских игр, чемпионка страны, участница летних Олимпийских игр в Мельбурне.

## Биография
Ёрико Сида родилась 28 июля 1935 года.
Впервые заявила о себе в лёгкой атлетике на международном уровне в сезоне 1956 года, когда вошла в основной состав японской национальной сборной и благодаря череде удачных выступлений удостоилась права защищать честь страны на домашних летних Олимпийских играх в Мельбурне. В программе метания копья показала результат 44,96 метра и расположилась в итоговом протоколе соревнований на 12-й строке.
После мельбурнской Олимпиады Сида осталась действующей спортсменкой и продолжила принимать участие в крупнейших международных стартах. Так, в 1958 году на домашних Азиатских играх в Токио с результатом 47,15 метра она превзошла всех своих соперниц в метании копья и завоевала золотую медаль.
В 1959 году установила личный рекорд в метании копья — 50,35 метра. Будучи студенткой, отметилась выступлением на Универсиаде в Турине, где метнула копьё на 42,98 метра и стала седьмой.
В течение своей спортивной карьеры Ёрико Сида трижды выигрывала чемпионат Японии по лёгкой атлетике в метании копья (1957—1959).